# 정보의 단위
컴퓨팅 및 통신에서 정보의 단위 수용량의 기준은 데이터 스토리지 시스템 또는 서로 다른 용량 사이의 통신 채널이었다. 정보이론, 단위의 정보 또한 측정하는 정보 또는 엔트로피를 이용한 임의 변수이다.
가장 일반적인 단위는 비트, 컴퓨터 시스템에 존재하는 0, 1의 두 가지 상태이며, 바이트 (또는 옥텟)의 8분의 1이다. 정보량이 더 많아지면 붙이는 접두어로는 SI 접두사 (1000의 거듭제곱 이용) 또는 새로운 IEC 이진 접두사 (1024의 거듭제곱 이용)를 사용한다.

## 기본 단위

정보의 단위인 비트, 트리트, 내트, 밴을 비교한 그림이다. 정보량을 막대의 높이로 표현했다. 어두운 녹색 선은 "내트"단위이다.

1928년에 랄프 허틀리가 가장 기본적인 법칙을 발견하였으며, 1945년에 클로드 섀넌이 공식화하였다.
정보저장 시스템에 비례하는 로그 logbN 의 진수 N을 변환하는 시스템이다. 기준을 변경하는 방법은 로그에서 b를 다른 숫자 c 효과를 갖는 곱한 값을 로그에 의해 고정 상수, 즉 logcN =(logcb)×(logbN)으로 만드는 것이다.
따라서, 선택의 기준이 b인 단위 정보를 측정할 수 있다. 하지만, b 은 양의 정수, 유닛은 양의 정보를 저장할 수 있는 진수 N 인 상태이다.
이때 밑인
- b = 2일 때, 섀넌이란 기호를 쓰고, 만약 정보의 수가 8이라면 이는 log28 = 3 비트이다.
- b = 3일 때, 단위는 트리트이고, log23(≈1.585)비트이다.[2]
- b = 10일 때 단위는 밴으로 부른다. 이는 log210(≈3.322)비트이다.[1][3][4][5]
- b = e (자연 로그의 밑)일 때, 존 네이피어의 이름에서 따온 네피트 혹은 내트 등이라고 부른다. 또 이 값은 약 log2e(≈1.443)비트이다.[1]

이 트리트, 밴, 내트는 드물게 사용을 측정하는 저장소 용량을 가리키며, 특히 내트는 정보 이론에 기초해서 다른 단위보다 편리하다. 자연 로그를 사용하기 때문이다.

## 같이 보기
- SI 접두어
- 파일 크기